# Albi di Dylan Dog (2018)
Albi del fumetto Dylan Dog pubblicati nel 2018.
| Nr. | Titolo                            | Mese di pubblicazione | Soggetto          | Sceneggiatura                      | Disegni                              | Copertina     |
| --- | --------------------------------- | --------------------- | ----------------- | ---------------------------------- | ------------------------------------ | ------------- |
| 377 | Non umano                         | gennaio               | Giancarlo Marzano | Giancarlo Marzano                  | Giulio Camagni                       | Gigi Cavenago |
| 378 | Dormire, forse sognare            | febbraio              | Gigi Simeoni      | Gigi Simeoni                       | Giovanni Freghieri                   | Gigi Cavenago |
| 379 | Il tango delle anime perse        | marzo                 | Gigi Simeoni      | Gigi Simeoni                       | Bruno Brindisi                       | Gigi Cavenago |
| 380 | Nessuno è innocente               | aprile                | Paola Barbato     | Paola Barbato                      | Franco Saudelli                      | Gigi Cavenago |
| 381 | Tripofobia                        | maggio                | Giovanni Eccher   | Giovanni Eccher                    | Paolo Armitano e Davide Furnò        | Gigi Cavenago |
| 382 | Il macellaio e la rosa            | giugno                | Pasquale Ruju     | Pasquale Ruju                      | Fabrizio Des Dorides                 | Gigi Cavenago |
| 383 | Profondo nero                     | luglio                | Dario Argento     | Dario Argento, Stefano Piani       | Corrado Roi                          | Gigi Cavenago |
| 384 | La macchina che non voleva morire | agosto                | Gigi Simeoni      | Gigi Simeoni                       | Sergio Gerasi                        | Gigi Cavenago |
| 385 | Perderai la testa                 | settembre             | Barbara Baraldi   | Barbara Baraldi                    | Emiliano Tanzillo                    | Gigi Cavenago |
| 386 | Hyppolita                         | ottobre               | Giancarlo Marzano | Giancarlo Marzano                  | Piero Dall'Agnol e Francesco Cattani | Gigi Cavenago |
| 387 | Che regni il caos!                | novembre              | Roberto Recchioni | Roberto Recchioni, Gabriella Contu | Leomacs, Marco Nizzoli               | Gigi Cavenago |
| 388 | Esercizio numero 6                | dicembre              | Paola Barbato     | Paola Barbato                      | Giovanni Freghieri                   | Gigi Cavenago |

## Non umano
Mentre Dylan Dog è fidanzato con Tracy, una affascinante poliziotta, una strana creatura semina la morte per le strade di Londra, agendo annidata nel buio. Gli indizi portano a credere si tratti di una bestia o qualcosa di simile, mentre le indagini dell'indagatore dell'incubo lo porteranno a incontrare la dottoressa Rosenthal, una sua vecchia conoscenza specializzata nello scovare criminali nazisti rifugiatisi dopo la fine della guerra.

## Dormire, forse sognare
Dylan Dog accetta il caso di Dave, un uomo che in passato, sotto l'effetto dell'alcol, aveva investito e ucciso un uomo, pagando per il crimine commesso. Nella casa dell'uomo compare il fanstama di una bambina a tormentare lui e la sua compagna. Inoltre il figlio dei due da un paio d'anni è sprofondato in una sorta di coma e da quel momento il suo corpo ha smesso di svilupparsi.

## Il tango delle anime perse
Paul Morris è un ricco uomo d'affari con la passione per il tango, passione che condivideva assieme all'amatissima moglie Lara. L'uomo, non riuscendo ad accettare il suicidio della moglie, chiede l'aiuto di Dylan Dog che, coadiuvato da Madame Trelkovski, cerca di richiamare il fantasma di Lara dall'Aldilà per permettere alla coppia di ballare un ultimo tango insieme.

## Nessuno è innocente
Dylan Dog è agli arresti con l'accusa di tentato omicidio ai danni dell'ispettore Carpenter, che nel corso di un incidente ha perso la vista. Nel frattempo l'ex ispettore Bloch viene anch'esso arrestato per aver passato più volte informazioni a Dylan su casi secretati, negli anni in cui era in servizio. L'ispettore Gorman, già precedentemente apparso, è a capo di entrambe le indagini.

## Tripofobia
Dylan va ad uno spettacolo del famoso veejay David Stephenson assieme alla sua nuova fiamma Lydia. Durante lo spettacolo la ragazza ha una crisi ed è costretta ad andarsene a causa delle immagini proiettate, la ragazza è infatti affetta dalla tripofobia. Successivamente Dylan inizia ad indagare sulla morte di alcune persone, trovando un collegamento proprio col famoso veejay.

## Il macellaio e la rosa
Emily Ray, scrittrice di romanzi thriller, chiede l'aiuto di Dylan Dog perché è sicura di non aver scritto lei il suo ultimo bestseller. Nel frattempo Bloch, leggendolo, si rende conto che contiene la storia di Daddy Slasher, un serial killer attivo per anni e mai catturato, comprensiva di dettagli della vicenda mai resi pubblici.
- Emily Ray ha le fattezze di Paola Barbato, anche lei scrittrice di romanzi thriller, oltre che delle storie di Dylan Dog[2].
- L'albo vede l'esordio ai disegni di Des Dorides, disegnatore che è entrato ufficialmente nello staff del personaggio.

## Profondo nero
Dylan Dog ha delle visioni su Beatrix, una bellissima ragazza scomparsa nel nulla, che lo riconducono a Mary Ann, una ragazza di nobile casata che viveva con lei. Beatrix, secondo l’antica tradizione dei whipping boy, era la ragazza che veniva punita al posto di Mary Ann quando questa trasgrediva le regole.   
- L'albo presenta sulla copertina la dicitura "scritto da Dario Argento".

## La macchina che non voleva morire
Lo storico maggiolone di Dylan Dog non supera la revisione, di conseguenza l'indagatore dell'incubo è costretto a disfarsene e acquistare una nuova auto. Nel frattempo un'auto misteriosa si aggira per le strade di Londra nella notte, investendo e uccidendo passanti.

## Perderai la testa
Dylan Dog si ritrova rinchiuso, legato e imbavagliato dentro il bagagliaio di una macchina diretta a Parigi. Nella capitale francese, dovrà risolvere un'indagine che partendo dalla storia di Maria Antonietta, arriva fino ai giorni nostri, in compagnia di una coppia di indagatori sui generis.

## Hyppolita
Mentre un serial killer uccide vittime "ornandole" di un fiore particolare dopo aver scoperchiato loro la testa, Dylan Dog s'imbatte nell'anziana Hyppolita, che crede che quel serial killer altri non sia che il figlio che le era stato strappato anni addietro.

## Che regni il caos!
John Ghost ingaggia il killer Axel Neil affinché semini il panico tra le strade di Londra. Mentre l'uomo uccide chiunque gli capiti a tiro, Dylan Dog riesce ad ucciderlo divenendo per i media un eroe. Sarà lo stesso John Ghost a utilizzare l'immagine dell'indagatore dell'incubo, per farlo diventare una star idolatrata dalle folle, per poi svelare il suo piano in un faccia a faccia finale.
- Con questo albo ha inizio una serie di storie in stretta continuity intitolata "Ciclo della meteora".

## Esercizio numero 6
Dylan Dog viene contattato dalla madre di Grady, un ragazzo dotato di poteri paranormali, scomparso dalla speciale scuola per bambini e ragazzi esper da lui frequentata. Grady è scomparso subito dopo aver eseguito l'esercizio numero 6, un esercizio effettuato in gruppo mirato al controllo mentale della paura. Mentre Dylan indaga, scopre che la meteora, della quale il mondo inizia a studiare le possibili conseguenze del suo passaggio vicino alla terra, ha amplificato i poteri di tutti i ragazzi presenti nella scuola.  
- Secondo albo del "Ciclo della meteora".